# Carretas, Veracruz
Carretas är en ort i Mexiko.   Den ligger i kommunen Paso de Ovejas och delstaten Veracruz, i den sydöstra delen av landet, 290 km öster om huvudstaden Mexico City. Carretas ligger 27 meter över havet och antalet invånare är 337.
Terrängen runt Carretas är platt. Runt Carretas är det ganska tätbefolkat, med 96 invånare per kvadratkilometer. Närmaste större samhälle är Zempoala, 14,8 km norr om Carretas. Trakten runt Carretas består till största delen av jordbruksmark.